# Ipomoea rupicola
Ipomoea rupicola là một loài thực vật có hoa trong họ Bìm bìm. Loài này được House mô tả khoa học đầu tiên năm 1908.